# Olios fonticola
Olios fonticola là một loài nhện trong họ Sparassidae.
Loài này thuộc chi Olios. Olios fonticola được Mary Agard Pocock miêu tả năm 1902.